# 羽後交通観光
株式会社羽後交通観光（うごこうつうかんこう）は、かつて存在した秋田県横手市に本社を置く旅行会社。羽後交通の関連会社であった。
2023年7月15日をもって業務を停止し、親会社の羽後交通が事業を継承した。

## 概要
1958年（昭和33年）9月15日に「羽後観光社」として登録を受け、羽後交通の営業所にて貸切の受付をしていたが、1968年（昭和43年）からは旅行センターと称し旅行斡旋を開始した。その後、1971年（昭和45年）4月27日に分社化され株式会社羽後観光社として設立された。
設立当初は本社と秋田営業所を設置し、1971年5月14日に秋田県知事（第20号）に登録した上で業務を開始。1972年（昭和46年）5月19日に社名を羽後交通観光に改め、大曲・角館・湯沢・十文字・本荘の営業所を開設、翌年8月10日には盛岡営業所を開設し、販売地域の拡大に努めた。1976年（昭和51年）には東京営業所を世界貿易センタービルディング内に開設し、西馬音内・境・田沢湖・矢島・象潟に、1988年（昭和63年）11月25日には増田に営業所を開設し、十文字営業所を直轄案内所とした。
1977年（昭和52年）3月14日には羽後交通ビルの竣工に伴い、本社営業所を1階の横手バスターミナルへ移転するが、1982年（昭和57年）4月に現在地へと移転した。横手営業所については羽後交通ビル内に移転したが、2010年（平成22年）より再開発事業によって整備された新たな横手バスターミナルの1階に入居した。
1992年（平成4年）に西馬音内営業所を廃止、1996年（平成8年）には盛岡・東京、2004年（平成16年）には十文字・境・田沢湖・矢島・象潟、2012年（平成24年）に増田を廃止とし、2014年（平成26年）には角館を営業所から案内所へ縮小した。

## 旅行業
- 観光庁長官登録旅行業第1176号[2]
- 社団法人日本旅行業協会正会員（1993年加盟[4]）

## 本社
秋田県横手市前郷二番町7-31
- 最寄停留所：前郷二番町・横手バスターミナル

## 営業所
2023年7月15日以降は、羽後交通本体の「旅行センター」と改称している。
- 横手営業所（横手バスターミナル内）
- 湯沢営業所（羽後交通湯沢自動車営業所と同一地）
- 大曲営業所
- 角館営業所（羽後交通角館自動車営業所と同一地）
- 本荘営業所（羽後交通本荘自動車営業所と同一地）
- 秋田営業所（羽後交通秋田営業所と同一地）